# Goldener Spatz 1981
Das Nationale Festival Goldener Spatz 1981 für Kinderfilme der DDR in Kino und Fernsehen fand vom 6. Februar bis zum 13. Februar 1981 in Gera statt und war die zweite Auflage des Kinderfilm-Festivals Goldener Spatz, welches 1979 seine Premiere gefeiert hatte.

## Verlauf des Festivals
Im Wettbewerb liefen 26 Animationsfilme, 18 Dokumentarfilme und Beiträge der Fernsehpublizistik, 14 Spielfilme und Fernsehspiele. Die 25 Wettbewerbsveranstaltungen im Panorama-Palast und im Bergarbeiter-Kulturhaus, sowie die Festivalprogramme im Metropol-Theater wurde von etwa 25.000 Kindern besucht. Dazu kamen weitere 7.500 Kinder bei den Wiederholungsveranstaltungen in Jena und etwa 1.000 Kinder, die an den 59 Publikumsgesprächen über die Wettbewerbsfilme teilnahmen.
Zusätzlich zu den vielen Kindern nahmen 250 Fachbesucher am Festival teil sowie 80 Vertreter der Pionierfilmclubs der DDR. Ausgehend von den Geraer Fachgesprächen veröffentlichte der Verband der Film- und Fernsehschaffenden der DDR in seiner Reihe „Podium und Gespräch“ ein Arbeitsheft zum Kinderfilm (Herausgeber: Walter Beck). Außerdem konnten erstmals elektronische Aufzeichnungen gezeigt werden.

## Preisträger

### Preise der Jury des jungen Publikums
- Spielfilm/Fernsehspiel: Max und siebeneinhalb Jungen, Regie: Egon Schlegel, Produktion: DEFA-Studio für Spielfilme
- Dokumentarfilm/Fernsehpublizistik: Jeder lacht so gut er kann, Regie: Günter Meyer, Produktion: DEFA-Studio für Dokumentarfilme
- Animation: Alle gegen Einen, Regie: Ina Rarisch, Produktion: DEFA-Studio für Trickfilme
- Ehrendiplom der Kinderjury: Karlchen, durchhalten!, Regie: Siegfried Hartmann, Produktion: Fernsehen der DDR

### Preise der Fachjury
- Spielfilm/Fernsehspiel: Max und siebeneinhalb Jungen, Regie: Egon Schlegel, Produktion: DEFA-Studio für Spielfilme
- Dokumentarfilm/Fernsehpublizistik: Jeder lacht so gut er kann, Regie: Günter Meyer, Produktion: DEFA-Studio für Dokumentarfilme
- Animation: Der Eierkuchenmond, Regie: Peter Blümel, Produktion: Fernsehen der DDR